# Tiberio Gemello
Tiberio Giulio Cesare Nerone Gemello (in latino Tiberius Iulius Caesar Nero Gemellus; ottobre 19 – 38), conosciuto semplicemente come Tiberio Gemello, è stato un nobile romano, membro della dinastia giulio-claudia.

## Biografia

### Origini familiari

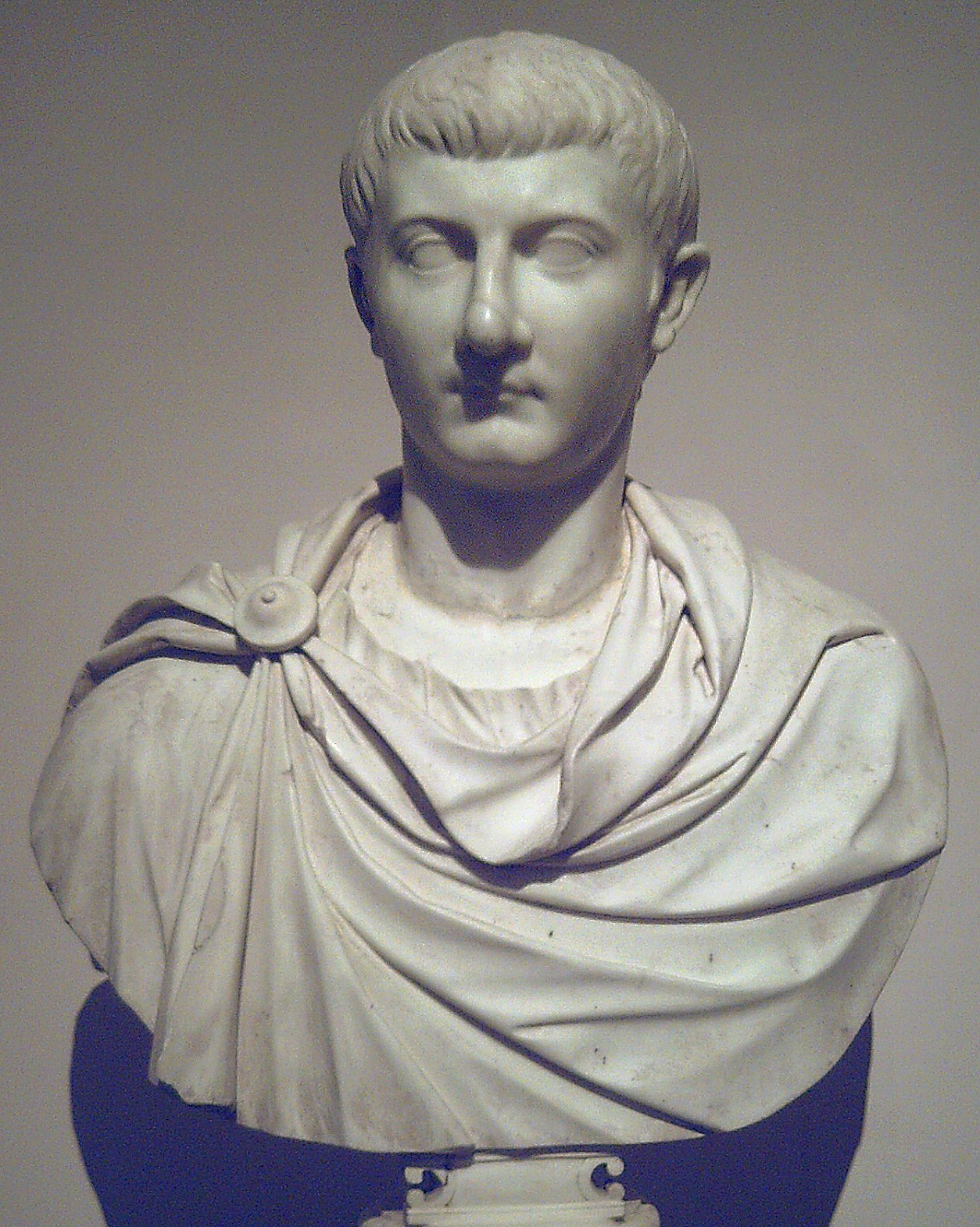
Busto di Druso minore, padre di Tiberio Gemello (Museo del Prado, Madrid)

Tiberio Gemello era figlio di Druso minore e Claudia Livilla. Il padre era figlio dell'imperatore Tiberio e di Vipsania Agrippina, figlia a sua volta del generale Marco Vipsanio Agrippa. La madre era figlia di Druso maggiore, fratello di Tiberio e figlio di Tiberio Claudio Nerone e Livia Drusilla, e di Antonia minore, a sua volta figlia di Marco Antonio e di Ottavia minore, quindi nipote di Augusto. Aveva una sorella maggiore, Giulia Livia. La madre era sorella di Germanico e di Claudio. Quindi suoi cugini erano Nerone Cesare, Druso Cesare, Gaio Cesare "Caligola", Agrippina minore, Giulia Drusilla e Giulia Livilla da parte di Germanico, Claudia Antonia, Claudia Ottavia e Britannico da parte di Claudio. Era lo zio di Nerone attraverso sua cugina Agrippina minore. Ebbe un fratello gemello, Germanico Gemello, morto però in giovane età.

### Giovinezza

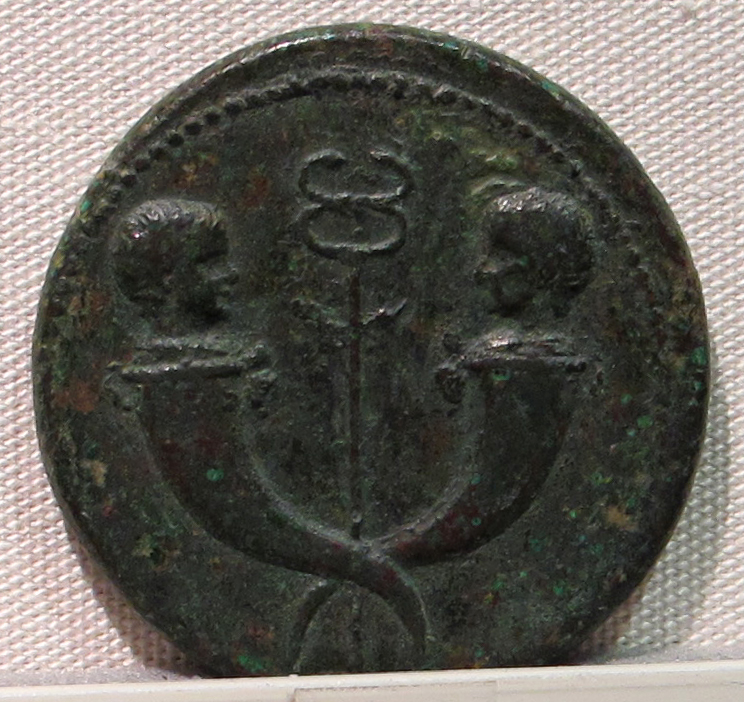
Emissione bronzea raffigurante i due figli gemelli di Druso minore, 22-23 d.C. (Palazzo Massimo alle Terme, Roma)

Tiberio Gemello nacque da un parto gemellare, che fu celebrato in alcune rappresentazioni monetali, come simbolo di fecondità e prosperità della dinastia imperiale. Il fratello Germanico Gemello morì tuttavia ancora bambino nel 23, all'età di quattro anni. Il 14 settembre dello stesso anno morì anche il padre Druso, fatto avvelenare dal prefetto del pretorio Seiano che mirava a diventare l'erede dell'imperatore. Nel 31 perse anche la madre Livilla, sospettata di aver complottato con Seiano contro l'imperatore Tiberio, nonno di Tiberio Gemello. Si diceva che Livilla era stata in passato l'amante di Seiano, e che Tiberio Gemello non fosse quindi figlio di Druso e il vero nipote dell'imperatore.
L'imperatore Tiberio morì nel 37, lasciando come volontà testamentaria l'Impero a entrambi i suoi nipoti ancora in vita: Gaio Cesare "Caligola", figlio del fratello adottivo di Druso minore Germanico, e Tiberio Gemello. Tuttavia il figlio di Druso fu lasciato in disparte dal coerede per due ragioni principali: Tiberio Gemello era sospettato essere in realtà figlio di Seiano che aveva avuto come amante la madre di Tiberio Gemello mentre era sposata con Druso e inoltre era di dieci anni più piccolo del cugino, non avendo ancora raggiunto i diciotto anni. Caligola aveva inoltre l'appoggio dell'esercito, che aveva amato molto il padre Germanico, e del nuovo prefetto del pretorio Macrone; su pressione anche del popolo, quindi, il Senato annullò il testamento di Tiberio, dicendo che allora l'imperatore era insano di mente, e il 18 marzo Caligola fu acclamato imperatore. Caligola si limitò ad adottare Tiberio Gemello come figlio e successore, nominandolo princeps iuventutis.

### Morte
Dopo che Caligola si ammalò e rischiò di morire, il giovane Tiberio fu forse sospettato di aver cercato di impadronirsi del potere, tentando di sottrarre la reggenza a Drusilla, la sorella prediletta di Caligola. L'anno seguente, nel 38, Caligola fece uccidere oppure ordinò il suicidio a Tiberio Gemello, che reclamava la sua associazione al governo, accusandolo di aver partecipato a una congiura contro di lui. Tiberio Gemello venne sepolto nel mausoleo di Augusto, insieme agli altri membri della dinastia giulio-claudia.